# Santanadactylus
Santanadactylus ("křídlo z (geologického souvrství) Santana") byl rodem velkého pterodaktyloidního ptakoještěra, který žil v období spodní křídy (stupeň apt až alb, asi před 112 mil. let) na území dnešní Brazílie (v rámci souvrství Santana). Byly popsány celkem čtyři rody tohoto pterosaura (S. brasilensis, ?S. araripensis, ?S. pricei a ?S. spixi), jehož charakteristikou je relativně dlouhý krk a krátké ozubené čelisti.

## Paleobiologie
Santanadactylus není znám podle kompletních kosterních pozůstatků, proto jsou jeho velikost i taxonomické zařazení nejisté. Zdá se však, že šlo o poměrně velkého pterosaura, jehož rozpětí křídel dosahovalo 2,9 až 5,7 metru. Byl zřejmě adaptován spíše ke klouzavému letu než aktivnímu mávání křídly.